# Justicia sellowiana
Justicia sellowiana är en akantusväxtart som beskrevs av Profice. Justicia sellowiana ingår i släktet Justicia och familjen akantusväxter. Inga underarter finns listade i Catalogue of Life.